# E.G. summer RIDER
《E.G. summer RIDER》是日本女子組合E-girls的第16张单曲，於2016年7月20日由rhythm zone发售。

## 概要
- 《E.G. summer RIDER》 是E-girls連續2個月發行、W CONCEPT SUMMER SINGLE的第一作，並以『E.G. POP』為概念。
- 此單曲有2個版本，分別有「CD+DVD」和「CD ONLY」。「CD+DVD」收錄了《E.G. summer RIDER》的Music Video。
- 在8月1日於公信榜单曲週排行榜取得第2位。

## 選抜成员

### E.G. summer RIDER
- 螢光字為主唱
  - Dream：Shizuka、Aya、Ami
  - Happiness：SAYAKA、楓、藤井夏戀、MIYUU、YURINO、川本璃、須田安娜
  - Flower：藤井萩花、重留真波、中島美央、鷲尾伶菜、坂東希、佐藤晴美
  - Rabbit：武部柚那
  - EGD：石井杏奈、山口乃乃華

- 上一首單曲《Merry × Merry Xmas★》的選拔成員全部入選了本次的選拔成員。武部柚那繼《Highschool♡love》後重回選拔組。
- 武部柚那繼《Highschool♡love》後再選拔為主唱
- Erie因已引退E-girls主唱及表演者的身份而沒有在選拔名單上。

### 發條裝置Bye! Bye!
- 主唱：

### Party In The Sun
- 主唱：

### STRAWBERRY sadistic（CLARABELL Remix）
- 螢光字為主唱
  - Dream：Shizuka、Aya、Ami
  - Happiness：SAYAKA、楓、藤井夏戀、MIYUU、YURINO、川本璃、須田安娜
  - Flower：藤井萩花、重留真波、中島美央、鷲尾伶菜、坂東希、佐藤晴美
  - EGD：武部柚那、石井杏奈、山口乃乃華

## 收錄内容

### CD+DVD
CD
1. E.G. summer RIDER
（作詞:小竹正人 作曲:Henrik Nordenback Christian Fast Lisa Desmond）
2. 發條裝置Bye! Bye!（機械仕掛けのBye! Bye!）
（作詞:小竹正人 作曲・編曲:CLARABELL）
3. Party In The Sun
（作詞:藤林聖子 作曲:Rinat Arinos Daniel Brecher Jon Ernst）
4. STRAWBERRY sadistic（CLARABELL Remix）
（作詞:平沼紀久 作曲・編曲・リミックス:CLARABELL）
5. E.G. summer RIDER (Instrumental)

DVD
1. E.G. summer RIDER（Music Clip）

### CD Only
1. E.G. summer RIDER
2. 發條裝置Bye! Bye!
3. Party In The Sun
4. STRAWBERRY sadistic（CLARABELL Remix）
5. E.G. summer RIDER (Instrumental)
6. 發條裝置Bye! Bye! (Instrumental)
7. Party In The Sun (Instrumental)

## 外部連結
- YouTube上的E.G. summer RIDER